# Даль, Николай Владимирович
Никола́й Влади́мирович Да́ль (17 июля 1860, Херсон — 1939, Бейрут) — русский психотерапевт.

## Биография
Брат — зоотехник Константин Владимирович Даль (род. 1871).
Окончил Александровскую гимназию в Керчи (с серебряной медалью) и медицинский факультет Московского университета. Ездил на стажировку к двум крупнейшим специалистам конца XIX века, практиковавшим лечебный гипноз: Жану Мартену Шарко в Париж и Амбруазу Огюсту Льебо в Нанси. После этого успешно практиковал лечебный гипноз в России, будучи популярным специалистом в артистических кругах: наиболее известным пациентом Даля был Сергей Рахманинов, страдавший от тяжёлой депрессии после провала его Первой симфонии (1897), а также вследствие церковного запрета на брак со своей возлюбленной; курс лечения у Даля оказался настолько успешен, что написанный по его окончании Второй концерт для фортепиано с оркестром (1900—1901) Рахманинов посвятил Далю. У Даля также лечились Шаляпин, Скрябин, Станиславский и др.
В 1925 году Николай Даль эмигрировал из России.